# Айнури
Айнури (англ. Ainur) — у творах англійського письменника Дж. Р. Р. Толкіна — вищі істоти, перші творіння Еру Ілуватара, що існували до створення Еа і Арди. Відомі айнури виступали в ролі деміургів. В могутності айнури поступаються лише Ілуватару, але кожен з них розуміє лише частину розуму Ілуватара, і нікому з айнурів не відома вся повнота задумів Еру. Айнури вічно мешкають в Глибинах Часу з Еру поза межами Еа, Світу Сущого.                  

## Айнури у творенні Арди
Еру Ілуватар колись повідомив айнурам свої музичні теми, що відкрили у айнурах нові сили, звані Пломенем Незнищенним. Айнури заспівали теми, спочатку поокремо, потім разом, творячи Величну Музику. З Музики в порожнечі світу виникло чудове видіння у вигляді кулі, яке розвивалося, живлячись порожнечею. Ілуватар зробив Музику айнурів зримою і таким чином виникли матеріальний світ Еа та землі з океанами Арди. Еру відкрив їм майбутнє Арди, зокрема майбутню появу ельфів та людей, цим збільшивши мудрість айнурів.
Частина айнурів за своїм бажанням увійшла в Еа і сформуровала Арду, житло Дітей Ілуватара, згідно отриманого видіння. Цих айнурів ельфи називали валарами, Стихіями, Силами Світу. Валари були пов'язані з Ардою та не могли покинути її, поки світ не стане досконалим. Тих валарів, які володіли меншою силою, називають маярами.
Більша частина айнурів залишилась разом з Ілуватаром. З-поміж валарів найзначніший внесок у створення Арди зробили Манве, Ауле й Улмо. Мелкор, котрий забажав одноосібно володіти світом, протистояв їм спочатку вносячи дисонанс в Музику, а потім і при формуванні світу. Внаслідок цього Арду було зіпсовано і світ рано чи пізно має загинути.